# Gary Dourdan
Gary Robert Durdin (ur. 11 grudnia 1966 w Filadelfii) – amerykański aktor telewizyjny i filmowy haitańskiego pochodzenia. Najlepiej znany jako Christie z filmu Obcy: Przebudzenie i z roli badacza Warricka Browna w serialu CSI: Kryminalne zagadki Las Vegas.

## Życiorys

### Wczesne lata
Urodził się w Filadelfii w stanie Pensylwania jako syn Sandy (z domu Corley), nauczycielki i projektantki mody, i Roberta Bootha Durdina, przedsiębiorcy i agenta muzycznego jazzu. Kiedy miał sześć lat, w marcu 1973 jego starszy brat Darryl (ur. 13 listopada 1951), podczas gdy odwiedzał rodzinę ojca na Haiti zginął w wieku 21 lat; kilka dni po przyjeździe wypadł z balkonu pokoju motelowego, w którym mieszkał; nie udało się ustalić, czy był to nieszczęśliwy wypadek, czy morderstwo. Na początku 1977 rodzina Durdinów przeprowadziła się do Willinboro w New Jersey. Tu Gary jako nastolatek należał do gangu, uzależnił się od alkoholu i narkotyków. Niewątpliwie duży wpływ na to „opamiętanie” miała propozycja trasy koncertowej po klubach w Miami.
Gary zainteresował się aktorstwem, sztukami walki i muzyką, zgłębiał tajniki gry m.in. na gitarze, perkusji i flecie. Potem przeprowadził się do Nowego Jorku i pracował jako ochroniarz przy studiu prób na Manhattanie, gdzie poznał Lenny’ego Kravitza. Dorabiał jako model dla Marithe i Francois Girbaud, reklamował wyroby firmy Boss w Nowego Jorku.

### Kariera
W 1991 roku zapoczątkował karierę aktorską występem na nowojorskiej scenie Theatre of Riverside Church w przedstawieniu The Balm Yard w roli Samsona. Debiutował na małym ekranie jako Shazza Zulu w sitcomie NBC Inny świat (A Different World, 1991-92). Wystąpił też w teledysku Janet Jackson do piosenki „Again” (1993).
W 2003 i 2006 otrzymał NAACP Image Awards w kategorii najlepszy aktor drugoplanowy w serialu dramatycznym za kreację badacza Warricka Browna w serialu kryminalnym CBS CSI: Kryminalne zagadki Las Vegas (2000-2008).
W 2005, podczas gali wręczenia nagród Emmy, zaśpiewał piosenkę The Jeffersons „Movin' On Up” z Macy Gray.
W 2006 miał być odtwórcą głównej roli Phila Lynotta, lidera irlandzkiej hardrockowej grupy Thin Lizzy, w biograficznym filmie My Boy z Elaine Cassidy i Holly Hunter w reżyserii Roberta Quinna (pomocnika innych reżyserów przy W imię ojca i Grze pozorów), jednak muzyczni spadkobiercy Lynotta zablokowali przygotowywany film.

## Życie prywatne
W latach 1992-94 był żonaty z modelką Roshumbą Williams. W latach 1995–2000 był związany z Jennifer Sutton, z którą ma córkę Nylę (ur. 1998). Ze związku z Cynthią Hadden ma syna Lyrica (ur. 2003). Spotykał się z Lisą Snowdon (2002-04). W sierpniu 2005 został oskarżony przez swoją, byłą przyjaciółkę Anne Green o gwałt; sprawa trafiła do sądu, zmieniono zarzut na brutalną przemoc, a Dourdan otrzymał zakaz zbliżania się do Green oraz nakaz odbycia terapii psychologicznej. W 2007 Gary rzucił się z pięściami na fotoreportera.
28 kwietnia 2008 został zatrzymany za jazdę w stanie nietrzeźwości oraz posiadanie narkotyków i nielegalnych leków; uwagę policjantów zwrócił źle zaparkowany samochód przy Sunny Dunes Road w Palm Springs. Dourdan był naćpany, a w samochodzie znaleziono heroinę, kokainę, ecstasy i leki na receptę. Okazało się, że od jakiegoś czasu Gary na planie CSI: Kryminalne zagadki Las Vegas pojawiał się odurzony. Producenci nie przedłużyli kontraktu z Dourdanem, zabijając jego bohatera Warricka w finale 8. sezonu. Sam aktor długo wmawiał mediom, że odszedł na własne życzenie. Do porażki przyznał się w sierpniu 2012, gdy oskarżył szefów serialu o przyczynienie się do jego bankructwa.

## Filmografia
- Inny świat (A Different World, 1987–1993) jako Shazza Zulu (1991–1993)
- W słusznej sprawie (The Good Fight, 1992)
- Weekend u Berniego 2 (Weekend at Bernie’s II, 1993) jako członek kartelu #2
- Laurel Avenue (1993) jako Anthony
- Keys (1994) jako Loot
- Zawód: Dziennikarz (The Paper, 1994) jako Chłopak przy kopiarce
- Biuro (1995) jako Bobby Harold
- Swift Justice (1996) jako Randall Patterson
- Czarodziejka (Sunset Park, 1996) jako Facet z dredami
- Udając Boga (Playing God, 1997) jako Yates
- Fool’s Paradise (1997) jako Derek
- Get That Number (1997) jako James
- Obcy: Przebudzenie (Alien: Resurrection, 1997) jako Christie
- Czwartek (Thursday, 1998) jako Ballpean
- Weekend (The Weekend, 1999) jako Thierry
- Napiętnowane miasto (Scar City, 1999) jako Dan Creedy
- New Jersey Turnpikes  (1999)
- Rendezvous (1999) jako Jeff Nelson
- Soul Food (2000–2004) jako Jack Van Adams
- CSI: Kryminalne zagadki Las Vegas (2000–2008) jako Warrick Brown
- Życie w trójkącie (Trois, 2000) jako Jermaine Davis
- Czarna komedia (Dancing in September, 2000)
- King of the World (2000) jako Malcolm X
- Impostor: Test na człowieczeństwo (Impostor, 2002) jako kapitan Burke
- Wanted: Soulful Energy Xchange (2002) jako Gary
- One Step Beyond: The Making of 'Alien: Resurrection' (2003) jako on sam
- Ktoś całkiem obcy (Perfect Stranger, 2007) jako Cameron
- Black August  (2007) jako George Jackson